# أماندا دونوهو
أماندا دونوهو (بالإنجليزية: Amanda Donohoe) (و. 1962  م) هي ممثلة مسرحية، وممثلة أفلام بريطانية، ولدت في لندن، بدأت مشوارها المهني سنة 1985.

## التعليم
تعلمت في المدرسة المركزية للخطابة والدراما ‏.

## جوائز
حصلت على جوائز منها:
- جائزة غولدن غلوب لأفضل ممثلة مساعدة - مسلسل، أو مسلسل قصير أو فيلم تلفزيوني (1992).

## وصلات خارجية
- أماندا دونوهو على موقع IMDb (الإنجليزية)
- أماندا دونوهو على موقع ميتاكريتيك (الإنجليزية)
- أماندا دونوهو على موقع روتن توميتوز (الإنجليزية)
- أماندا دونوهو على موقع قاعدة بيانات الأفلام العربية
- أماندا دونوهو على موقع ألو سيني (الفرنسية)
- أماندا دونوهو على موقع أول موفي (الإنجليزية)
- أماندا دونوهو على موقع قاعدة بيانات برودواي على الإنترنت (الإنجليزية)
- أماندا دونوهو على موقع قاعدة بيانات الأفلام السويدية (السويدية)
- أماندا دونوهو على موقع إن إن دي بي (الإنجليزية)
- أماندا دونوهو على موقع قاعدة بيانات الفيلم (الإنجليزية)